# Andrew Rothenberg
Andrew Rothenberg (n. 26 de enero de 1969) es un actor y dramaturgo estadounidense, conocido por interpretar a Jim en la famosa serie apocalíptica The Walking Dead. 
Rothenberg es conocido por sus papeles en series de televisión, como el Agente Phil Schlatter en Weeds y Malcolm en True Blood.
Participó como actor invitado en Supernatural haciendo el papel de un metamorfo.
Actualmente, Rothenberg fue elegido como Jim, un sobreviviente de un apocalipsis zombi, en la serie The Walking Dead.
Estará participando en la película White Weapon de Robert Zemeckis, junto a Luke Evans, Max Calmex, Aaron Paul, David Jasso M., Justin Berfield, Monica Bellucci, Dan Castellaneta y Jennifer Connelly en el reparto principal.

## Filmografía
- The Walking Dead  como Jim.
- Weeds como Phil Schlatter.
- True Blood como Malcolm.
- Supernatural como Metamorfo.
- White Weapon como Keir.
- Juego asesino, como el agente del FBI Jack Fray.